# Paya Enjee
Paya Enjee is een bestuurslaag in het regentschap Aceh Timur van de provincie Atjeh, Indonesië. Paya Enjee telt 156 inwoners (volkstelling 2010).